# Gudadinni, Muddebihal
Gudadinni là một làng thuộc tehsil Muddebihal, huyện Bijapur, bang Karnataka, Ấn Độ.